# Шишковка (Тульская область)
Шишковка — деревня в Каменском районе Тульской области России. 
В рамках административно-территориального устройства входит в Архангельский сельский округ Каменского района, в рамках организации местного самоуправления включается в Архангельское сельское поселение.

## География
Расположена на северной границе райцентра, села Архангельское, в 103 км к югу от областного центра, г. Тулы. 

## Население
| 2002 | 2010 |
| ---- | ---- |
| 181  | ↘154 |